# يويا أساهينا
يويا أساهينا (باليابانية: 朝比奈ゆうや؛ بالكانا: あさひな ゆうや) هي مانغاكا يابانية، ولدت في 7 سبتمبر 1980 في موتسو في اليابان.

## وصلات خارجية
- الموقع الرسمي